# Když ti vítr napne plachtu
Když ti vítr napne plachtu (2007) je DVD obsahující šest písní skupiny Mig 21 spolu s dokumentem mapujícím koncertní turné kapely. Ve snímku je ukázána výstavba pódia, nácvik tanečních kreací, jsou představeny rituály členů kapely před koncertem a zachycen je též přesun mezi jednotlivými koncertními vystoupeními. Na disku je i nahrávka vystoupení Jiřího Bartošky v Lucerně při koncertu kapely Mig 21.

## Seznam videoklipů
Disk obsahuje tyto skladby:
1. „Vlajky vlají“
2. „Slepic pírka“
3. „Bývá mi úzko“
4. „Nocí půjdu spát“
5. „Snadné je žít“
6. „Malotraktorem“